# James Pattison Cockburn
James Pattison Cockburn, né le 18 mars 1779 à New York et mort le 18 mars 1847 à Woolwich, est un Major-général britannique, illustrateur et auteur de livres de voyage.

## Biographie
Né dans une famille d’officiers et formé à l'Académie royale militaire de Woolwich il y suivit les cours de dessin et de topographie.
Sa carrière militaire l’envoya dans de nombreux pays ce qui lui permit d’écrire de nombreux livres de voyage qu’il illustra lui-même parmi lesquels A Voyage to Cadiz and Gibraltar, avec trente vues coloriées publié en 1815; Swiss Scenery, avec 62 planches en 1820; The Route of the Simplon, et Views to illustrate the route of Mont Cenis en 1822; The Valley of Aosta en 1823 .
Il résida deux fois au Canada de 1822 à 1823 puis de 1826 à 1832 période durant laquelle il réalisa de nombreuses vues du pays.
Il termina sa carrière comme directeur du laboratoire du Royal Arsenal à Woolwich
Ses gravures sont très recherchées en Savoie, en Suisse et au Canada pour les vues des pays qu'il a illustrés.